# Neomorfins
Els neomorfins (Neomorphinae) són una subfamília dins la família dels cucuts (Cuculidae), nadiua del continent americà.
Són ocells d'hàbits principalment terrestres, a excepció dels gènere Dromococcyx i Tapera que són més arborícoles i els únics cucuts americans paràsits de posta.

## Sistemàtica
S'han descrit 6 gèneres amb 11 espècies:
- Gènere Dromococcyx, amb dues espècies.
- Gènere Geococcyx, amb dues espècies.
- Gènere Morococcyx, amb una espècie: cucut babau (Morococcyx erythropygus).
- Gènere Neomorphus, amb 5 espècies.
- Gènere Tapera, amb una espècie: cucut estriat (Tapera naevia).